# Space Oddity (film)
A Space Oddity 2022-ben bemutatott amerikai sci-fi filmvígjáték, amelyet Rebecca Banner forgatókönyvéből Kyra Sedgwick rendezett. A főbb szerepekben Kyle Allen, Alexandra Shipp, Madeline Brewer, Carrie Preston, Simon Helberg és Kevin Bacon látható.
Az Amerikai Egyesült Államokban 2023. március 31-én debütált a mozikban. Magyarországon az HBO Max mutatta be 2024. február 9-én.

## Cselekmény
Alex McAllister el akar menekülni a szülei által működtetett zöldségeskert sivárságából. Megragadja a lehetőséget, és részt vesz egy magánfinanszírozású Mars-kolonizációs programban. Miközben erre készül, megismerkedik a városba újonnan érkező Daisyvel.

## Szereplők
| Szerep          | Színész         | Magyar hang     |
| --------------- | --------------- | --------------- |
| Alex McAllister | Kyle Allen      | Szabó Andor     |
| Daisy Taylor    | Alexandra Shipp | Csuha Borbála   |
| Liz McAllister  | Madeline Brewer | Magyar Viktória |
| Jeff McAllister | Kevin Bacon     | Rancsó Dezső    |
| Dmitri          | Simon Helberg   | Juhász Zoltán   |
| Jane McAllister | Carrie Preston  | Major Melinda   |
| Lisa            | Arden Myrin     | Bozó Andrea     |
| Dr. Olsen       | Alfre Woodard   | Kocsis Mariann  |

### Magyar változat
- Bemondó: Korbuly Péter
- Magyar szöveg: Varga Balázs
- Hangmérnök és vágó: Kis Pál
- Gyártásvezető: Bogdán Anikó
- Szinkronrendező: Pócsik Ildikó
- Produkciós vezető: Fodor Eszter

A szinkront a MAHIR Szinkron Kft. készítette.

## A film készítése
2021 júniusában jelentették be, hogy Kyra Sedgwick rendezi a Rebecca Banner által írt filmet. A főszerepeket Kyle Allen, Alexandra Shipp és Madeline Brewer kapta meg. Júliusban Kevin Bacon, Simon Helberg és Carrie Preston is csatlakozott a stábhoz.
A 2021 júniusában kezdődő forgatás Rhode Island különböző területein zajlott.

## Bemutató
A film premierje a 2022-es Tribeca Filmfesztiválon volt, 2022. június 12-én. A Samuel Goldwyn Films 2023. március 31-én adta ki.

## Fordítás
- Ez a szócikk részben vagy egészben  a   Space Oddity (film) című angol Wikipédia-szócikk ezen változatának fordításán alapul.  Az eredeti cikk szerkesztőit annak laptörténete sorolja fel. Ez a jelzés csupán a megfogalmazás eredetét és a szerzői jogokat jelzi, nem szolgál a cikkben szereplő információk forrásmegjelöléseként.